# Berenika
Berenika je ženské křestní jméno starořeckého původu. Je odvozeno ze starořeckého, respektive makedonského jména Bereniké. Význam tohoto jména je „ta, která přináší vítězství“. Její latinskou variantou je Veronika.
Nositelkou tohoto jména byla krásná královna Bereníké II., manželka egyptského krále Ptolemaia III., podle níž bylo pojmenováno souhvězdí Vlasů Bereniky na severní obloze. Královna Berenika obětovala své vlasy bohyni Afroditě za šťastný návrat svého manžela z války v Sýrii. Jejich ztráta z chrámu pak byla vysvětlena královským hvězdářem jako doslovné nanebevzetí učiněné bohyní Afroditou.
Inspirací pro výběr jména pak zůstává jak astronomie s tímto známým souhvězdím, tak i historická postava krásné egyptské královny.
Podle maďarského kalendáře má svátek 9. července. Podle slovenského kalendáře má svátek 9. června. Podle staročeského kalendáře má svátek 7. února.

## Berenika v jiných jazycích
- Německy: Berenike nebo Berenice
- Anglicky, španělsky, italsky: Berenice
- Slovensky: Berenika
- Rusky: Verenika
- Maďarsky: Bereniké
- Makedonsky: Berenike
- Francouzsky: Bérénice

## Známé nositelky
Panovnice
Berenika je jméno několika ptolemaiovských a seleukovských panovnic v Egyptě v 5.–1. století př. n. l.
- Bereníké II. se narodila přibližně v roce 267 př. n. l. Byla dcerou krále Maga a královny Arsinoé. Nejprve se provdala za Demetria Spravedlivého, později za Ptolemaia III. Euergeta, se kterým měla několik dětí – Bereníké, Arsinoé III., Ptolemaia (pozdější Ptolemaios IV. Filopatór), Alexandra a Maga. Se svým druhým manželem Ptolemaiem III. spoluvládla v letech 246–222 př. n. l. a ještě za svého života byla zbožštěna.

Křestní jméno
- Berenika Kohoutová – česká herečka a zpěvačka
- Bérénice Marlohe – francouzská herečka
- Berenika Saudková – česká malířka
- Berenika Peštová – česká politička

Kultura
- Berenice se jmenuje i jedna z povídek amerického spisovatele Edgara Allana Poea.